# Alberto Dines
Alberto Dines (Rio de Janeiro, 19 de fevereiro de 1932 – São Paulo, 22 de maio de 2018) foi um jornalista, professor universitário, biógrafo e escritor brasileiro.

Dines em 1974

## Biografia
Casou-se em primeiras núpcias com Ester Rosali, sobrinha de Adolpho Bloch, com quem teve quatro filhos, e em segundas núpcias com a jornalista Norma Couri, sendo que ele foi militante do sionismo no final de sua vida.

### Carreira jornalística
Como crítico de cinema, Alberto Dines iniciou sua carreira no jornalismo em 1952 na revista A Cena Muda; transferiu-se para a recém-fundada revista Visão no ano seguinte, convidado por Nahum Sirotsky para cobrir assuntos ligados à vida artística, ao teatro e ao cinema. Logo após passou a fazer reportagens políticas. Já em 1957 trabalhou para a revista Manchete, até se demitir da empresa após desentendimentos com Adolpho Bloch, seu proprietário. Em 1959 assumiu a direção do segundo caderno do jornal Última Hora, de Samuel Wainer. Já em 1960, colaborou para o jornal Tribuna da Imprensa, então pertencente ao Jornal do Brasil.
Em 1960, convidado por João Calmon, dirigiu o jornal Diário da Noite, dos Diários Associados, pertencente a Assis Chateaubriand. Já em 1962 tornou-se editor-chefe do Jornal do Brasil, no qual permaneceu durante doze anos. Abordou o golpe de Estado de 1964 em Os idos de março e a queda em abril, publicado no mesmo ano, no qual critica o presidente deposto e chega a apresentar a repressão imediatamente após o início da ditadura como dura, mas necessária. Porém, em 1968 condenou a censura e, à frente do Jornal do Brasil, criticou o Ato Institucional n.º 5. Foi demitido em junho de 1973 justamente por publicar um artigo que contrariava a direção do jornal, ao criticar a relação amistosa de seus donos com o governo do estado do Rio de Janeiro. No ano seguinte foi para os Estados Unidos, onde foi professor-visitante na Universidade de Colúmbia. Voltou ao Brasil, em 1975, convidado por Cláudio Abramo para ser diretor da sucursal da Folha de S. Paulo no Rio de Janeiro. Na Folha, também foi responsável pela criação da coluna Jornal dos Jornais, dedicada a avaliar a imprensa, sendo uma espécie de embrião do futuro Observatório da Imprensa. Em 1976, foi a primeira pessoa do Brasil a usar o termo "imprensa alternativa" para referir-se aos jornais da Inglaterra que faziam oposição aos tabloides. Em 1999, a coluna "Jornal dos Jornais" foi ganhadora do Prêmio ExxonMobil de Jornalismo (Esso) de Melhor Contribuição à Imprensa.
Em 1980, deixou este jornal e passou a colaborar no O Pasquim.
Em seguida passou a residir em Lisboa assumiu cargo de secretário editorial do Grupo Abril, ficando em Portugal entre 1988 e 1995, onde lançou a revista Exame. Ainda em Portugal, no ano de 1994, criou o Observatório da Imprensa, periódico crítico de acompanhamento da mídia.
Retornou ao Brasil em 1994, sendo um dos responsáveis em criar do Laboratório de Estudos Avançados em Jornalismo da Universidade de Campinas (UniCamp), onde foi pesquisador sênior. Em 1996, lançou no Brasil a versão eletrônica do Observatório da Imprensa, que conta atualmente com versões no rádio e na TV; este que passou a ter uma edição na TV Educativa do Rio de Janeiro em maio de 1998.
Em 15 de agosto de 2005, aos 73 anos, Alberto foi entrevistado pelo Museu da Pessoa como participação especial do “Projeto Herzog Hoje”, onde falou sobre a morte de Vladimir Herzog, jornalista morto durante a ditadura militar. Nessa entrevista, expôs a forma como os meios de comunicação funcionavam durante o período militar; sobre os casos de perseguição, demissão e tortura de jornalistas judeus, assim como as mudanças no aspecto político da época.

### Carreira no magistério
Em seus mais de cinquenta anos de carreira, Dines dirigiu e lançou diversas revistas e jornais no Brasil e em Portugal. Lecionava jornalismo desde 1963, iniciando suas aulas na Pontifícia Universidade Católica do Rio de Janeiro (Puc-RJ), onde ficou até 1966. Em 1974, foi professor visitante da Escola de Jornalismo da Universidade de Columbia, Nova Iorque.
Convidado para paraninfar uma turma desta Faculdade logo após a edição do AI-5, fez um discurso criticando a censura e, em conseqüência, foi preso em dezembro de 1968 e submetido a inquérito.

### Morte
Morreu em São Paulo, em 22 de maio de 2018, aos 86 anos, no Hospital Albert Einstein, no Morumbi, Zona Sul da capital paulista, após dez dias internado por complicações de uma gripe, que evoluiu para uma pneumonia.

## Publicações
Escreveu mais de 15 livros, entre eles Morte no paraíso, a tragédia de Stefan Zweig (1981) e Vínculos do fogo – Antônio José da Silva, o Judeu, e outras histórias da Inquisição em Portugal e no Brasil, Tomo I (1992). O livro sobre Stefan Zweig foi adaptado para o cinema por Sylvio Back em 2002 no filme Lost Zweig. Alberto Dines também fala sobre Stefan Zweig no documentário do mesmo diretor.

## Prêmios
| Ano  | Prêmio                                             | Categoria                                                                        | Resultado |
| ---- | -------------------------------------------------- | -------------------------------------------------------------------------------- | --------- |
| 1970 | Prêmio Maria Moors Cabot de jornalismo             |                                                                                  | Venceu    |
| 1993 | Prêmio Jabuti                                      | Estudos Literários                                                               | Venceu    |
| 2007 | Austrian Holocaust Memorial Award                  |                                                                                  | Venceu    |
| 2009 | Austrian Golden Decoration for Science and Art     |                                                                                  | Venceu    |
| 2010 | Ordem do Mérito das Comunicações, no grau Grã-Cruz |                                                                                  | Venceu    |
| 2012 | Prêmio Vladimir Herzog                             | Prêmio Especial                                                                  | Venceu    |
| 2016 | Prêmio Abraji                                      | Contribuição ao Jornalismo, da Associação Brasileira de Jornalismo Investigativo | Venceu    |
| 2018 | ANJ                                                | Liberdade de Imprensa, da Associação Nacional de Jornais (ANJ)                   | Venceu    |